# Gneu Servili Cepió (cònsol 203 aC)
Gneu Servili Cepió (en llatí: Cneus Servilius CN. F. CN. N. Caepio) era fill, o més probablement net del cònsol del 253 aC Gneu Servili Cepió. Formava part de la gens Servília, i era de la família dels Cepió.
Va ser pontífex al lloc de Gai Papiri Masó el 213 aC. Edil curul el 207 aC (va celebrar tres vegades els ludi Romani), pretor el 205 aC i cònsol el 203 aC.
En el seu consolat va rebre la província de Brútium i va ser el darrer general que va combatre a Hanníbal a Itàlia, a la rodalia de Crotona. Quan Hanníbal va abandonar Itàlia, Cepió va passar a Sicília amb la intenció de creuar a Àfrica, però el senat, que tenia por que Cepió no obeís les seves ordres, el va cridar a Itàlia i va nomenar un dictador, Publi Sulpici Galba.
L'any 192 aC va ser enviat com a legat a Grècia per encoratjar als aliats romans a fer la guerra que es preparava contra Antíoc III el Gran. Va morir de pesta l'any 174 aC.